# Les Soldats de Halla
Les Soldats de Halla (titre original : The Soldiers of Halla) est le dixième et dernier tome de la série à succès Bobby Pendragon écrite par D. J. MacHale.

## Résumé
Bobby Pendragon découvre toute son existence, sa création et combat le maléfique Saint-Dane à l'aide des autres voyageurs. En apprenant sa nature, il devient encore plus motivé, et grâce à une aide inattendue de Nevva Winter, la traîtresse, ils se prépareront pour la bataille finale qui aura lieu sur la Troisième Terre, le territoire, qui jusque-là, a été épargné par Saint-Dane.